# Рофрано
Рофрано (итал. Rofrano) је насеље у Италији у округу Салерно, региону Кампанија.
Према процени из 2011. у насељу је живело 1655 становника. Насеље се налази на надморској висини од 463 м.

## Становништво
| 1931. | 1936. | 1951. | 1961. | 1971. | 1981. | 1991. | 2001. | 2011. |
| ----- | ----- | ----- | ----- | ----- | ----- | ----- | ----- | ----- |
| 2.131 | 2.455 | 3.268 | 3.111 | 2.683 | 2.417 | 2.304 | 2.193 | 1.655 |